# Bente Paulis

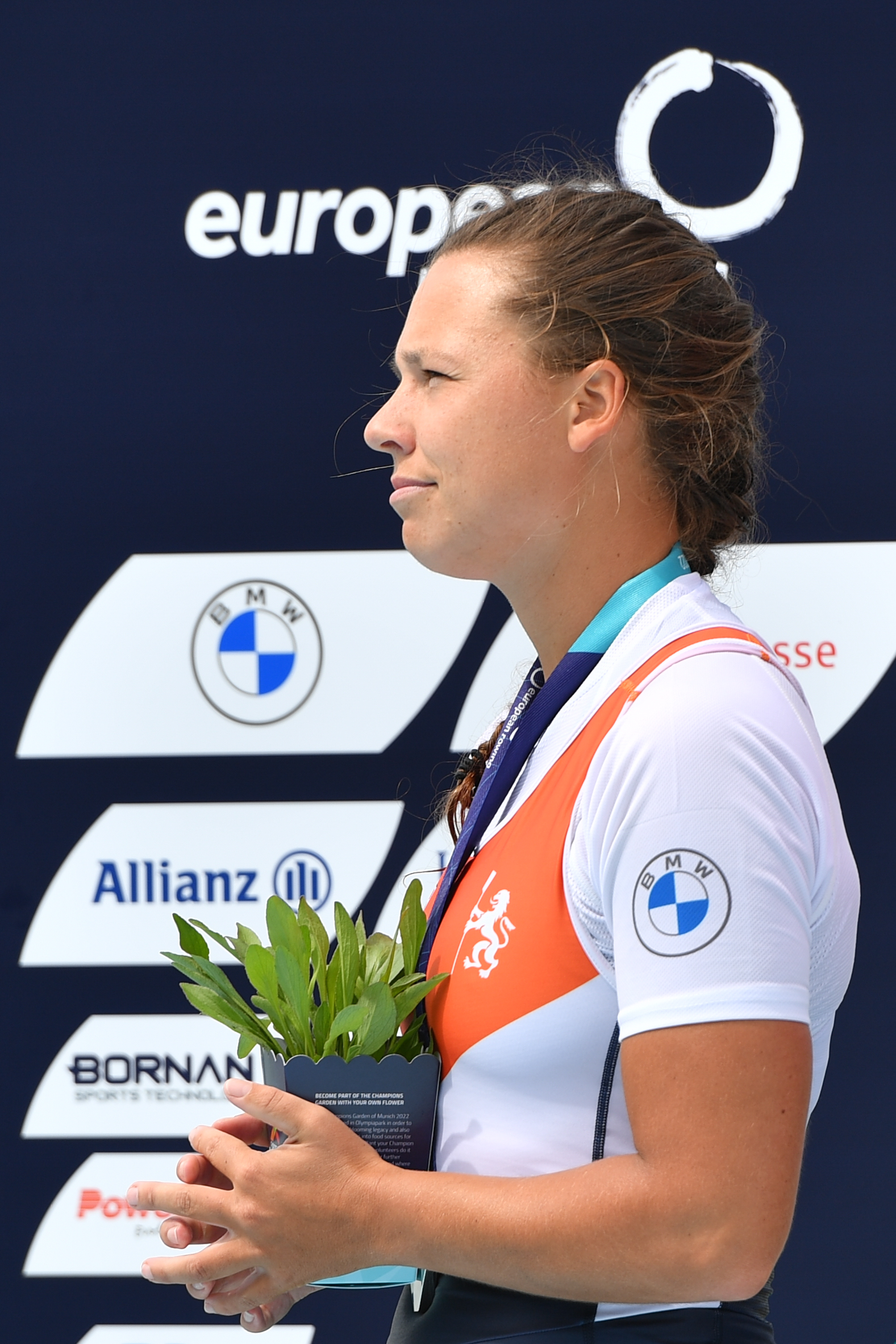
Bente Paulis bei den Europameisterschaften 2022 in München

Bente Paulis (* 14. Februar 1997 in Leiderdorp) ist eine niederländische Ruderin. Sie gewann bis 2023 zwei Silbermedaillen bei Weltmeisterschaften und eine Silbermedaille bei Europameisterschaften. 2024 wurde sie Olympiazweite.

## Sportliche Karriere
Die 1,73 Meter große Bente Paulis begann bei der Roeivereniging Salland und wechselte dann zur A.S.R.Nereus.
Bei den Junioren-Weltmeisterschaften 2013 und 2014 belegte sie jeweils den vierten Platz im Doppelvierer. 2017 wurde sie im Doppelvierer Fünfte bei den U23-Weltmeisterschaften. Im Jahr darauf gewann sie die Silbermedaille bei den U23-Weltmeisterschaften 2018. 2019 folgte der sechste Platz.
Bei den Europameisterschaften 2022 in München gewann der Doppelvierer mit Nika Johanna Vos, Tessa Dullemans, Ilse Kolkman und Bente Paulis die Silbermedaille mit drei Sekunden Rückstand auf die Britinnen. Einen Monat später bei den Weltmeisterschaften in Račice u Štětí siegte der chinesische Doppelvierer mit einer Sekunde Vorsprung auf die Niederländerinnen, zweieinhalb Sekunden dahinter wurden die Britinnen Dritte. 2023 war Paulis bei den Europameisterschaften nicht dabei, als Martine Veldhuis, Lisa Scheenaard, Ilse Kolkman und Tessa Dullemans hinter den Ukrainerinnen und vor den Britinnen Zweite wurden. Drei Monate später bei den Weltmeisterschaften in Belgrad traten Roos de Jong, Tessa Dullemans, Laila Youssifou und Bente Paulis im Doppelvierer an und gewannen die Silbermedaille mit 0,67 Sekunden Rückstand auf die Britinnen und fast fünf Sekunden Vorsprung vor den Chinesinnen. 2024 bei den Olympischen Spielen in Paris siegte ebenfalls der britische Doppelvierer. 0,15 Sekunden dahinter erruderten Laila Youssifou, Bente Paulis, Roos de Jong und Tessa Dullemans die Silbermedaille. Die beiden führenden Boote hatten über drei Sekunden Vorsprung vor den drittplatzierten Deutschen.
Bente Paulis ist die mittlere von drei rudernden Schwestern. Ihre ältere Schwester ist Ilse Paulis, die jüngere Femke Paulis.